# Dick van Gangelen
Dick van Gangelen (Delft, 12 mei 1946 – Hilversum, 27 januari 2004) was een Nederlands schaatser en later sportjournalist.
Hij werkte voor onder meer het Algemeen Dagblad, Het Parool, De Gooi- en Eemlander en het NOS-radioprogramma Langs de Lijn.
Sinds het seizoen 2004/2005 wordt in het marathonschaatsen de Dick van Gangelen-trofee uitgereikt die sinds 2015 Marathonschaatser van het Jaar heet.

## Persoonlijk
Hij was de vader van Jan Joost van Gangelen. Hij overleed in 2004 aan de gevolgen van kanker op 57-jarige leeftijd.